# دهستان دهرم
دهستان دهرم نام دهستانی در بخش دهرم شهرستان فراشبند، استان فارس در ایران است. براساس سرشماری مرکز آمار ایران در سال ۱۳۸۵، جمعیت آن ۴۶۳۰ نفر (۱۰۷۸ خانوار) بوده‌است.